# 선우명호
선우명호(1956년~)는 대한민국의 자동차공학자이다. 세계 전기자동차 협회 회장, 미국 자동차공학회 석좌회원, 아시아 태평양 지역 전기자동차 협회 회장 및 제22대 한국자동차공학회 회장대통령 국가과학기술자문위원회 자문위원을 지냈다.